# Лима (Оклахома)
Лима (енгл. Lima) град је у америчкој савезној држави Оклахома.

## Демографија
По попису из 2010. године број становника је 53, што је 21 (-28,4%) становника мање него 2000. године.
| Група             | 2000.      | 2010.      |
| Белци             | 30 (40,5%) | 28 (52,8%) |
| Афроамериканци    | 27 (36,5%) | 18 (34,0%) |
| Азијати           | 0 (0,0%)   | 0 (0,0%)   |
| Хиспаноамериканци | 2 (2,7%)   | 2 (3,8%)   |
| Укупно            | 74         | 53         |